# Morlina urbanskii
Morlina urbanskii is een slakkensoort uit de familie van de Oxychilidae. De wetenschappelijke naam van de soort is voor het eerst geldig gepubliceerd in 1963 door Riedel.